# Leonid Borissowitsch Krassin

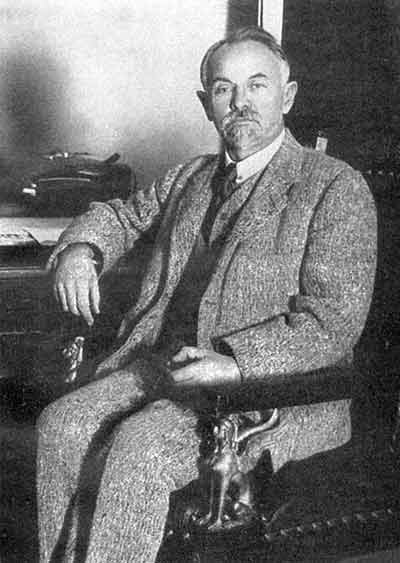
Leonid Borissowitsch Krassin

Leonid Borissowitsch Krassin (russisch Леонид Борисович Красин; * 3. Julijul. / 15. Juli 1870greg. in Kurgan; † 24. November 1926 in London) war ein russischer Revolutionär und früher Kampfgefährte von Stalin und Lenin.

## Lebensweg
Krassin absolvierte ein Ingenieurstudium in Sankt Petersburg. Als Aktivist der Studentenunruhen 1890 wurde er mit seinem Bruder vorübergehend nach Nischni Nowgorod verbannt. Nach seinem Studium arbeitete Krassin als Ingenieur in Baku. Er war einer der ersten Herausgeber der Prawda und wurde 1903 Mitglied des Zentralkomitees der Bolschewiki, einer Strömung in der SDAPR, aus der die spätere KPdSU hervorging.
Im Anschluss an die niedergeschlagene Russische Revolution 1905 ging die zaristische Autokratie mit Repressionen, Verhaftungen und Verboten gegen ihre politischen Gegner vor. Die Bolschewiki und andere Parteien wurden in den Untergrund getrieben. Krassin war in dieser Phase Organisator von bewaffneten Raubüberfällen, die sich gegen zaristische Institutionen richteten und den Unterhalt der Bolschewiki sichern sollten. Sie wurde von ihnen nach dem Marxschen Begriff („Expropriationen“) genannt, mit denen sie inhaltlich aber nicht gleichzusetzen sind. Die Menschewiki lehnten Raubüberfälle als Finanzierungsmittel ab und setzten auf Mitgliedsbeiträge, da sie auch viele Mitglieder hatten. Sie drohten mit dem Parteiausschluss. Durchgeführt wurde der Parteiausschluss aber nur gegen Stalin. Krassins Chemiekenntnisse machten ihn auch zum Sprengstoffexperten der Bolschewiki. Er gehörte mit Lenin, Stalin, Ordschonikidse, Kamenew, Sergei Allilujew (1866–1945) und Olga Allilujewa (1877–1951), Maria Essen (1872–1956), Inessa Armand, der Krupskaja und Litwinow zu ihrem Kern.
1908 emigrierte Krassin nach Deutschland, wo er zunächst für die Siemens-Schuckertwerke in Berlin arbeitete. Später stieg er bis zum stellvertretenden Direktor der Russischen Siemens-Schuckertwerke AG auf. Kurz vor Beginn des Ersten Weltkrieges wurde ihm dann die Geschäftsleitung der russischen Siemens-Niederlassungen übertragen.
Nach der Oktoberrevolution 1917 war Krassin von November 1918 an Volkskommissar für Handel und Industrie, anschließend Volkskommissar für Außenhandel bis 1923. In dieser Zeit unterbreitete er Deutschland mehrere konkrete Angebote, um die gemeinsamen Wirtschaftsbeziehungen und in diesem Zuge die politischen in Gang zu bekommen. Darunter befand sich auch ein strategisches Programm, miteinander Sonderbeziehungen aufzubauen. Diese sollten vorrangig Rohstofflieferungen an Deutschland, technisches und wissenschaftliches Know-how an Sowjetrussland beinhalten. Seinen ersten Gipfelpunkt fanden diese Bemühungen im Abschluss des Rapallo-Vertrages im April 1922 am Rande des Finanz- und Wirtschaftsgipfels in Genua. Darin eingeschlossen waren auch, von ihm angestrebt, mögliche Schritte in Richtung Westeuropa und seine Leitung der sowjetischen Handelsvertretung in London (1921–23) in dieser Zeit. Kurz darauf wurde er Botschafter in Paris 1924 und anschließend in London 1925. Bei der Einbalsamierung Lenins überwachte er die Arbeit der Mediziner und Chemiker und gab den Bau eines Mausoleums in Auftrag.
Nach Krassin wurde ein sowjetischer Eisbrecher, die Krasin, benannt, die er zuvor, dank seines diplomatischen Geschickes, 1921 von der britischen Regierung zurückkaufen konnte. Auch das 1989 erbaute DDR-Flusskreuzfahrtschiff Leonid Krasin trägt seinen Namen.
Nach dem Tod Krassins wurde seine Urne an der Kremlmauer in Moskau beigesetzt.

## Werke
- Die Aussichten für die russische Ausfuhr, Kniga Verlag, Berlin 1923.
- Voprosy vnešnej torgovli [Probleme des Außenhandels], Verlag Gos. Izd., Moskau/Leningrad 1928.